# Сімун Самуельсен
Сімун Самуельсен (фар. Símun Samuelsen, 21 травня 1985, Вагур, Фарерські острови) — фарерський футболіст. Виступає за ГБ Торсгавн (з 2010 року) та національну збірну Фарерських островів.

## Титули й досягнення
- Володар Кубка Ісландії (1):

«Кеплавік»: 2006
- Чемпіон Фарерських островів (3):

«ГБ Торсгавн»: 2010, 2013, 2018
- Володар Кубка Фарерських островів (1):

«ГБ Торсгавн»: 2019
- Володар Суперкубка Фарерських островів (2):

«ГБ Торсгавн»: 2010, 2019